# Quatrième pouvoir
Pour les articles homonymes, voir Quatrième pouvoir (homonymie).

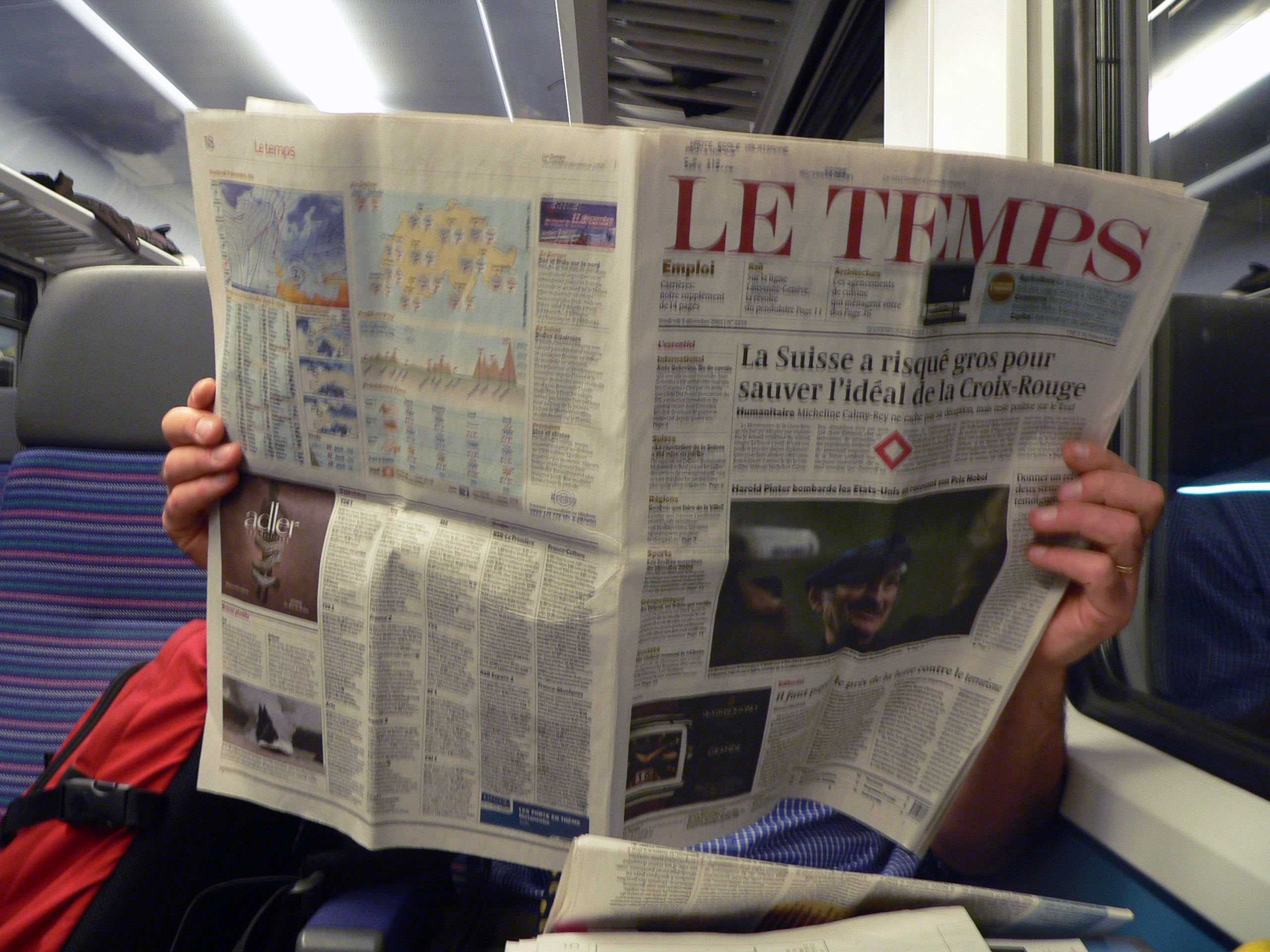
Une personne lisant un journal. La presse et les médias représentent le quatrième pouvoir.

L'expression « quatrième pouvoir » désigne la presse et les médias. Par extension, le quatrième pouvoir regroupe tous les moyens de communication qui peuvent servir de contre-pouvoir face aux trois pouvoirs incarnant l'État (pouvoir exécutif, législatif et judiciaire), en recourant au principe de protection des sources d'information des journalistes.

## Signification

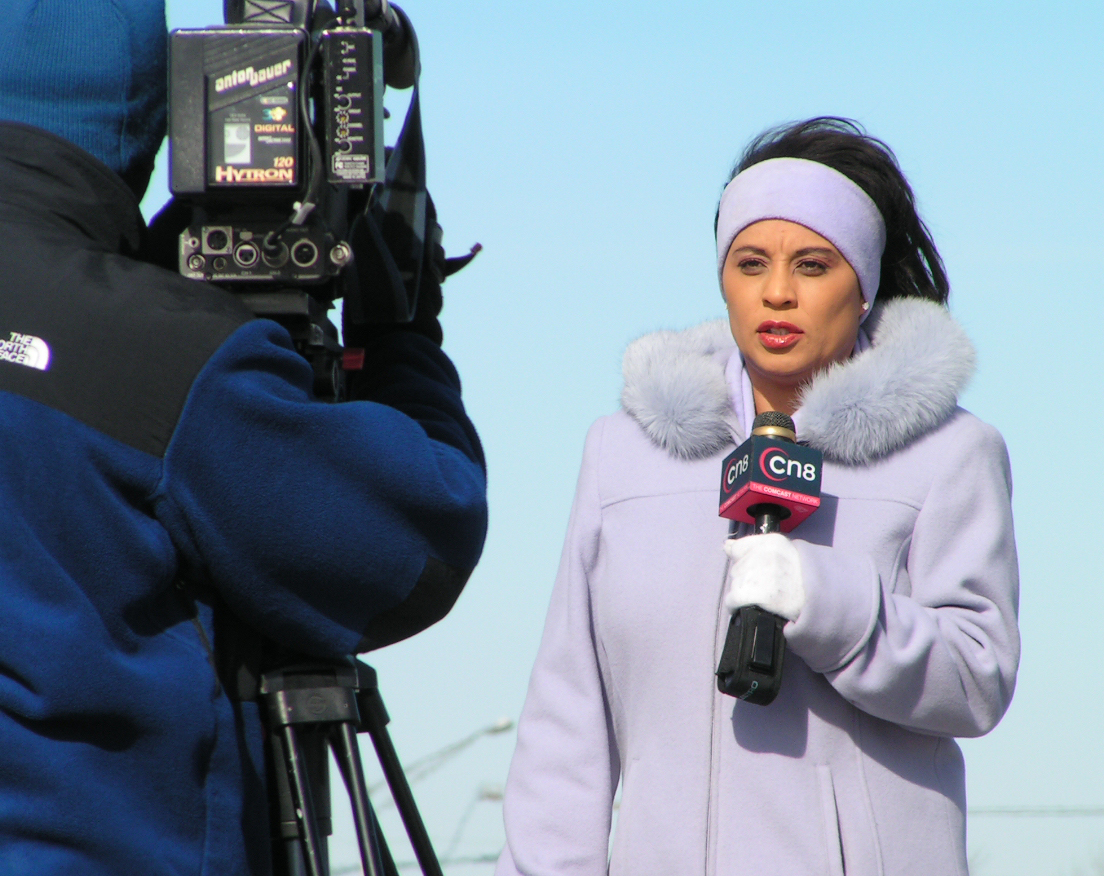
Compte tenu de l'évolution des médias au XXe siècle, l'expression « quatrième pouvoir » a glissé de la presse écrite vers les grandes chaînes de média, et s'applique donc aussi à cette envoyée spéciale travaillant pour les informations télévisées.

Le quatrième pouvoir fait suite aux trois pouvoirs (pouvoir législatif, pouvoir exécutif et pouvoir judiciaire). Aux États-Unis, on parle[style à revoir] de quatrième branche du gouvernement par analogie aux branches exécutive, législative, et judiciaire du gouvernement fédéral américain. [réf. souhaitée]
L'expression originale d'Edmund Burke en 1787 est en fait « le quatrième état » et fait référence aux États des Anciens Régimes (noblesse, clergé et Tiers état).
En France, Balzac affirme en 1840 dans la revue parisienne que « Si la presse n’existait pas, il ne faudrait pas l’inventer… » et explique sa vision des médias en ces termes : « La presse est en France un quatrième pouvoir dans l'État : elle attaque tout et personne ne l'attaque. Elle blâme à tort et à travers. Elle prétend que les hommes politiques et littéraires lui appartiennent et ne veut pas qu’il y ait réciprocité. ».
Certains ont rajouté à cette liste un cinquième pouvoir, qui serait celui de l'opinion publique (qui se détacherait de la presse).
L'influence importante sur l'opinion des Media Moguls, magnats de la presse aux États-Unis, concrétisa l'existence de ce quatrième pouvoir par rapport aux trois autres, institutionnels et définis dans la Constitution.
Le livre de Robert de Jouvenel, La République des camarades, traite particulièrement de la collusion entre les trois pouvoirs classiques (pouvoir législatif, pouvoir exécutif et pouvoir judiciaire) et la presse, dans la France du début du XXe siècle[pertinence contestée].
Entre la fin des années 1950 et le début des années 1990, la « puissance des médias » dans les pays développés, notamment à travers le journalisme d'investigation et les journaux et émissions télévisées (le média télévisuel étant progressivement devenu l'espace principal où la parole politique est alors encore audible), ont connu un triomphe tels qu'ils ont acquis le statut du premier pouvoir. Depuis la fin du XXe siècle, ce moment de toute puissance des médias s'est refermé selon le journaliste Bernard Poulet. Plusieurs facteurs explicatifs rendent compte de cette perte de pouvoir : la meilleure compréhension du public des manipulations médiatiques et son décryptage de la relation entre télévision et politique ; la massification de l'information, avec notamment l'essor d'internet et des réseaux sociaux, mode de diffusion puissant, gratuit et étendu d’informations vraies ou fausses ; les dérives médiatiques (buzz, course au scoop, comportement moutonnier, les médias couvrant en même temps les mêmes sujets, livrant ensemble les mêmes analyses) ; la déconnexion avec les sentiments populaires et même majoritaires ; la constitution de grands groupes audiovisuels considérés comme une industrie comme les autres ; désintérêt croissant des jeunes générations pour l'information.

## En pratique
Exemple extrême de ce pouvoir, les journaux de William Randolph Hearst ont contribué, par des articles allant au-delà du simple rapport de la politique étrangère de Washington, à la déclaration de guerre des États-Unis contre l'Empire espagnol qui mena à la prise de contrôle de Cuba en 1898. La légende concernant le personnage, mythifié dans Citizen Kane, lui attribue l'origine de la guerre qu'il aurait décrite, notamment à l'aide d'un avis motivé sur les enjeux pour le pays, dans un article aux accents sensationnels paru dans son journal, le New York Morning Journal.
De même, les journalistes du Washington Post Carl Bernstein et Bob Woodward, en révélant en 1972 le scandale du Watergate, ont contribué à la démission du président des États-Unis, Richard Nixon en 1974.

## Critique
Ce concept de « quatrième pouvoir » tend à opposer une société publique incarnée par l'État à la société civile, ce qui est discutable du fait de leur interdépendance. De plus, cette division ne fait pas mention du pouvoir sur l’argent (cinquième pouvoir), à savoir celui de la création monétaire qui est désormais confiée à des organismes bancaires « indépendants » tels que la banque centrale européenne (BCE), la réserve fédérale des États-Unis (Fed) la Banque du Japon (BoJ) ou la banque d'Angleterre (BoE) et banques privées par l'intermédiaire des prêts bancaires étant donné l'absence de système 100 % monnaie.